# Gefährliche Ferien
Gefährliche Ferien (Originaltitel: Kid Colter) ist ein amerikanischer Familien- und Abenteuerfilm aus dem Jahre 1985.
Der 12-jährige Stadtjunge Justin lernt während seiner Ferien bei seinem in einer abgelegenen Berglandschaft wohnenden Vater das Leben in der freien Natur kennen. Diese Erfahrungen kann er anwenden, als er von zwei Gangstern verschleppt und in den Bergen zurückgelassen wird.

## Handlung
Der Film erzählt die Geschichte des zwölfjährigen Justin, welcher wegen eines Streiks der Lehrer spontane Ferientage bei seinem getrennt von der Mutter lebenden Vater genießen kann. Weg vom Leben in der Großstadt Boston und der ihn ängstlich behütenden Mutter genießt Justin die Tage bei seinem Vater, welcher in einem einfachen aber gemütlichen Landhaus wohnt und seinem Sohn täglich die Gelegenheit gibt, das Leben in der Natur zu erfahren.
Als die Mitteilung eingeht, dass die Lehrer ihren Streik beendet haben, gilt es gleichentags die Heimreise anzutreten. Als Justin an der Bahnstation auf den verspätet einfahrenden Zug wartet, übergibt ihm ein nervös und ängstlich wirkender Mann einen unentwickelten Fotofilm mit dem Hinweis, diesen der Polizei zukommen zu lassen. Kurz darauf beobachtet Justin aus dem Fenster, wie der Mann von zwei anderen Männern im Auto ermordet wird. Als Träger des Films wird nun Justin selber von den beiden Kriminellen Maddox und Kendall verfolgt, festgehalten und in dessen Auto entführt.
Nachdem die beiden tollpatschigen Kriminellen den Film wieder im Besitz haben, entscheiden sie sich, den nun lästigen Zeugen Justin den beiden ebenfalls tollpatschig wirkenden Wegelagerern Burk und Hogan zu übergeben, damit diese den Jungen gegen Bezahlung „aus dem Wege schaffen“. Bei dieser Absprache gelingt es Hogan, den Film aus der Jackentasche von Kendall zu entwenden.
Mit einem alten Laster und folgend einem Motorfahrrad unternimmt Justin einen ersten Fluchtversuch, wird dabei jedoch von Burk wieder aufgegriffen. Um jegliche Spuren zu vermeiden, beschließen Burk und Hogen, ihren Auftrag hoch oben in den Bergen auszuführen. Nach einer dreitägigen Wanderung wird Justin unzimperlich in einen „Minenschacht“ geworfen. Den mehrere Meter tiefen Sturz übersteht Justin jedoch unverletzt, er kann sich folgend aus dem Verlies befreien.
Alleine begibt sich Justin auf den Weg hinunter ins Tal. Er muss sich dabei sowohl vor der Tierwelt wie auch gegenüber Burk und Hogan in Acht nehmen, welche sich ebenfalls auf dem Rückweg befinden. Manch heikle Situation kann Justin bewältigen, wobei ihm die von seinem Vater vermittelten Kenntnisse zum Leben in der Natur hilfreich entgegenkommen. Amüsant wird für Justin die Begegnung mit dem Waldmensch Ansel Flint, welcher ihm zum Abschied ein Seil schenkt.
Justin geht nun selber zum Angriff über. Im Stile von Tarzan und einer von ihm konstruierten Seilrutsche übertölpelt er seine beiden Widersacher und kann ihnen den Fotofilm entwenden. Folgend ist Justin nun aber der Gejagte. Verfolgt von Burk rettet sich Justin mit einer Seilbrücke über eine tiefe Schlucht und erklimmt anschließend im Stile eines erfahrenen Freikletterers eine hohe Felswand. Kurz bevor auch der ihm folgende Burk den Gipfel erreicht, droht er abzustürzen und fleht Justin an, ihm die Hand zu reichen. Burk zieht jedoch ein Messer, um auf Justin einzustechen, was Justin noch rechtzeitig erkennt, sodass Burk abstürzt.
In der Schlussszene wird Justin von einem Berggipfel mit einem Helikopter geborgen, nachdem er mit Rauchzeichen auf seine Lage aufmerksam gemacht hatte.